# Ernesto Salgado
Ernesto Antolin Salgado (Santa Lucia, 22 november 1936) is een Filipijns geestelijke en een aartsbisschop van de Rooms-Katholieke Kerk.
Salgado werd op 23 december 1961 tot priester gewijd. Op 49-jarige leeftijd werd hij benoemd tot coadjutor-apostolisch vicaris van het apostolisch vicariaat Mountain Provinces (het tegenwoordige bisdom Baguio), alsmede tot titulair bisschop van Scebatiana. Een jaar later, op 18 december 1987, volgde hij Emiliano Kulhi Madangeng op als apostolisch vicaris. Op 7 december 2000 volgde een benoeming als bisschop van het bisdom Laoag. Op 12 februari 2005, ten slotte, werd Sagado benoemd als aartsbisschop van Nueva Segovia, waarbij hij opnieuw Edmundo Abaya opvolgde, die met pensioen ging.
Salgado ging op 30 december 2013 met emeritaat.